# Arca di Gaspare Visconti
L'Arca di Gaspare Visconti è un monumento sepolcrale situato nella basilica di Sant'Eustorgio, a Milano.

## Storia
Il monumento fu commissionato agli inizi del XV secolo da Gaspare Visconti, fratello di Ottone Visconti e podestà di Oleggio (da non confondersi con il vescovo Gaspare Visconti) quando era ancora in vita.

## Descrizione
Il monumento è retto da colonne tortili poggiate su leoni stilofori. L'arca è decorata frontalmente con tre bassorilievi rappresentanti, da destra:
- San Giovanni Evangelista, San Giovanni Battista e vescovo
- Adorazione dei Magi, con Gaspare Visconti genuflesso davanti a Gesù Bambino
- San Pietro apostolo, San Giorgio e San Pietro Martire

Nella parte sommitale del sarcofago è presente un fregio con le armi dei Visconti raffigurante, da sinistra a destra:
- San Cristoforo
- Pontefice
- San Martino
- Santa

Il sarcofago a spiovente è sormontato da angeli reggicortina affiancati ad una Madonna con Bambino, protetta da un drappo finemente panneggiato. Proprio dalla raffinatezza dei panneggi si può dedurre che il monumento fu eseguito da Jacopino da Tradate, o quantomeno da appartenenti alla sua cerchia.